# Lago Nonnen
El lago Nonnen (en alemán: Nonnensee) es un lago situado en la isla Rügen, en el distrito de Pomerania Occidental-Rügen, en el estado de Mecklemburgo-Pomerania Occidental (Alemania), a una altitud de 16.1 metros; tiene un área de 70 hectáreas.

## Historia
El lago dejó de existir en la década de 1970 al vaciarse por la acción de una noria, pero fue restablecido en 1993; actualmente forma parte de un área protegida.